# 武俠七公主
《武俠七公主》是一部由王晶執導的香港武俠喜劇片；該片演員陣容強大，領銜主演者達十一名，都是香港和两岸演艺界的大姐大，包括：杨紫琼、郑裕玲、吴君如、张曼玉、张敏等。

## 劇情簡介
明朝萬曆年間，倭寇不斷騷擾東南沿海，東瀛柳生一族輔佐德川家康之餘亦要席捲中原武林。「東瀛霸刀」柳生殺神（任達華 飾）殺入武林、所向披靡，並向中國武林第一高手「天劍」上官無極（劉松仁 飾）挑戰，上官無極得摯友「鬼醫」（吳孟達 飾）幫助，練成「萬毒鑽心」並將之擊敗。豈料，上官無極亦走火入魔，糊塗殺死山莊裡無數友人，並氣走未婚妻青絲（楊紫瓊 飾）。青絲自此男裝打扮，化名「獨孤貞」，殺盡天下負心人。

「鬼醫」弟子吳通（張衛健 飾）為逃避年紀比他大八年的未過門妻子牛娃（鄭裕玲 飾），成婚當日逃走；途中巧遇私自出走的天香公主（張曼玉 飾）和貼身侍衛任劍揮（吳君如 飾），更被任劍揮一再戲弄。同時，霸刀的弟子蝴蝶（陳加玲 飾）及蜘蛛（張敏 飾）為追尋素女劍趕至。各人在妓院相遇，為了尋找劍譜鬥智鬥力，各出奇謀。

道不同，卻相為謀的七名女子，最終是否能練成需合力才能使出的——素女陣劍，剷除武林惡人霸刀呢？

## 人物角色
| 演員   | 角色           | 粵語配音 | 備註                                                                                         |
| 楊紫瓊 | 夢青絲／獨孤貞 | 龍寶鈿   | '上官無極'未婚妻 被'蜘蛛'因誤會而喜歡                                                        |
| 劉松仁 | 上官無極       | 劉松仁   | 中原第一高手「天劍」 武學：玄天斬日劍 '夢青絲'未婚夫                                         |
| 吳孟達 | 鬼醫           | 吳孟達   | '上官無極'好友 '鬼妹'之父 '吳通'師父                                                         |
| 關詠荷 | 鬼妹           |          | '鬼醫'之女                                                                                   |
| 張衛健 | 吳通           | 張衛健   | '鬼醫'弟子 '牛娃'未婚夫 喜歡'天香公主' 偷喝了'鬼醫'之藥導致遇水會變成女性 (身體乾了就能恢復) |
| 鄭裕玲 | 牛娃           | 鄭裕玲   | '吳通'未婚妻 比吳通大七歲                                                                    |
| 張曼玉 | 天香公主       | 沈小蘭   | 微服出遊的明朝公主 喜歡'吳通'                                                                |
| 吳君如 | 任劍揮         | 吳君如   | '天香公主'的貼身侍衛 被牛娃以痴心情長膏吻過後從而喜愛牛娃                                    |
| 任達華 | 柳生殺神       | 張炳強   | 東瀛霸刀 '蜘蛛'＆'蝴蝶'的師父                                                                |
| 張敏   | 蜘蛛           | 曾慶珏   | '東瀛霸刀柳生殺神'的弟子 '蝴蝶'之師姐 因誤會喜歡'夢青絲'                                     |
| 陳加玲 | 蝴蝶           | 黃鳳英   | '東瀛霸刀柳生殺神'的弟子 '蜘蛛'之師妹                                                        |
| 李兆基 | 綠衣邪神       |          | 要求'上官無極'將其殺死 從而變成無敵不死的綠毛殭屍                                            |

## 外部連結
- 開眼電影網上《武俠七公主之天劍絕刀》的資料（繁體中文）
- 豆瓣电影上《武俠七公主》的資料 （简体中文）
- 时光网上《武俠七公主》的資料（简体中文）
- 爛番茄上《武俠七公主》的資料（英文）
- 香港影庫上《武俠七公主》的資料（繁體中文）
- 互联网电影数据库（IMDb）上《武俠七公主》的资料（英文）